# El Crous (Tavertet)
El Crous és un mas al centre del terme municipal de Tavertet (Osona) catalogat a l'Inventari del Patrimoni Arquitectònic de Catalunya. La masia, de finals del segle xviii i possiblement amb un origen més antic però no es conserven documents, fou construïda sobre una gran roca que té un fort desnivell pel cantó de migdia i ponent. És de planta en forma de L i té la façana principal situada a tramuntana. El portal principal està situat a nivell de primer pis i s'hi arriba a través d'una escala, que presenta un petit teulat al replà. L'edifici presenta molt poques obertures, i aquestes no mantenen cap eix de composició. Els ràfecs, del que és possiblement el cos més antic, són de llosa. La llinda del portal principal està datada (1800), i també una finestra de la façana sud (1791). A la façana sud hi ha una galeria coberta.